# Contea di Lingbi
La contea di Lingbi (灵璧县S, Língbì XiànP) è una contea della Cina, situata nella provincia dell'Anhui.